# The Lovers (película)
The Lovers (previamente conocida como Singularity) es una película de 2013 escrita y dirigida por Roland Joffé acerca de viajes en el tiempo. La película está protagonizada por Josh Hartnett, Alice Englert, Tamsin Egerton, Bipasha Basu y Abhay Deol.

## Sinopsis
Un cuento épico, y fascinante de un amor imposible ambientada en dos períodos de tiempo y continentes.

## Elenco
- Josh Hartnett como Jay Fennel y James Stewart.
- Tamsin Egerton como Laura Fennel.[5]
- Bipasha Basu como Tulaja Naik.[6]
- Abhay Deol como Udaji.[7]
- Shane Briant como El Gobernador de Bombai.[8]
- Bille Brown[9]
- Claire van der Boom[9]
- Atul Kulkarni como Raoji.
- Milind Gunaji como Shiv.
- Simone Kessell como Clara Coldstream.
- Andrea Deck como Allie.
- James Mackay como Charles Stewart.